# Pointe-au-Père
Pointe-au-Père är en del (secteur) av staden Rimouski i provinsen Québec i Kanada, till 2001 en separat stad. Den ligger i regionen Bas-Saint-Laurent, i den östra delen av landet, 600 km nordost om huvudstaden Ottawa.